# Trški Vrh
Trški Vrh – wieś w Chorwacji, w żupanii krapińsko-zagorskiej, w mieście Krapina. W 2011 roku liczyła 399 mieszkańców.